# Anvar Huszainovics Zverev
Anvar Huszainovics Zverev (orosz betűkkel: Анвар Хусаинович Зверев; Pétervár, 1920. október 19. – Leningrád, 1973. szeptember 19. ) szovjet nemzetközi labdarúgó-játékvezető.

## Pályafutása

### Nemzetközi játékvezetés
A Szovjet labdarúgó-szövetség Játékvezető Bizottsága (JB) 1967-ben terjesztette fel nemzetközi játékvezetőnek, a Nemzetközi Labdarúgó-szövetség (FIFA) bíróinak keretébe. Több nemzetek közötti válogatott- és klubmérkőzést vezetett. Az orosz nemzetközi játékvezetők rangsorában, a világbajnokság-Európa-bajnokság sorrendjében többedmagával a 17. helyet foglalja el 2 találkozó szolgálatával. Nemzetközi mérkőzéseinek száma: 68. Az aktív nemzetközi játékvezetéstől 1969-ben vonult vissza.

#### Világbajnokság
Mexikóban rendezték a IX., az 1970-es labdarúgó-világbajnokság döntő mérkőzéseit. Az előcsatározások alkalmával
a 6. csoportban 1968. június 19-én Helsinkiben, az Olympia Stadionban, 10 578 néző előtt, a Finnország–Belgium (1:2) találkozót vezette. Vezetett mérkőzéseinek száma: 1.

#### Európa-bajnokság
Olaszországban, Róma adott otthont a III., az 1968-as labdarúgó-Európa-bajnokság  döntő küzdelmeinek. Az előselejtezőkben
a 2. csoportban 1967. november 26-án Szófiában, a Vaszil Levszki Stadionban, 55 000 néző előtt, a Bulgária–Portugália (1:0) összecsapást koordinálta. Vezetett mérkőzéseinek száma: 1.

## Sikerei, díjai
Sportpályafutása alatt háromszor jutalmazták meg az Év Játékvezetője címmel.